# Enda d'Aran
Enda d’Aran, ou Eanna, ou Einne, ou Endée (Endeus) était un abbé et missionnaire chrétien, sans doute né vers 450 et mort vers 540. Il est considéré comme le père du monachisme irlandais. Le monastère qu'il fonda sur les îles d'Aran à Inis Mór devint réputé et l'appellation “île des Saints“ resta.

## Biographie
Enda d’Aran était prince, fils de Conall Derg d’Oriel (Ergall en Ulster). Soldat, il fut converti par sa sœur, sainte Fanchéa (en) du monastère de Rossory près d'Enniskillen.
Puis vers 475, il partit se former au pays de Galles, au monastère de Rosnat, non situé. Comme on ne connaît que deux monastères celtiques pour cette époque, on pense que ce fut sur l'île de Caldey (Ynys Bŷr), à l’école monastique de saint Illtud.
Revenu en Irlande, il fonda l’église de Drogheda et un monastère dans la vallée de la Boyne. En 484, le roi Ængus du Munster voulut lui céder des terres verdoyantes, mais Enda préfèra l’archipel pierreux des îles d'Aran.

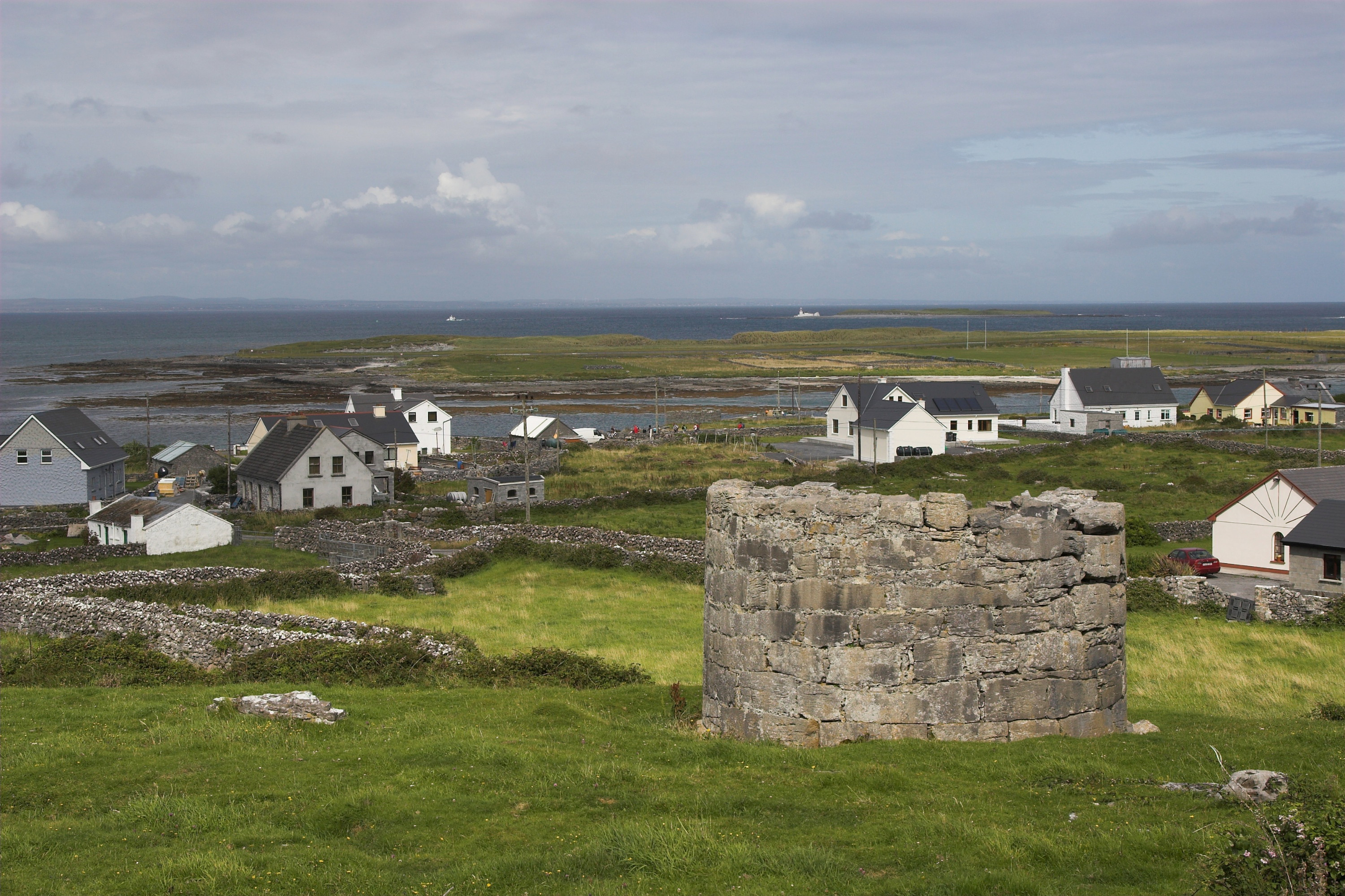
Tour et vestiges de Killeany, île d'Inis Mór, baie de Galway, Irlande.

Sur Inis Mór, la plus grande des trois îles, il bâtit vers 490 le monastère de Killeany dont la cloche de l'église réglait la vie de l'ensemble des insulaires. Sous sa direction, il est devenu un centre d'apprentissage, de piété et d'ascétisme suivant une discipline plutôt stricte.
Le monastère de Killeany est considéré comme la première fondation monastique irlandaise. Un bon nombre de moines devinrent disciples et missionnaires faisant rayonner le christianisme un peu partout en Irlande. Parmi eux, les saints Kieran de Clonmacnoise, Finnian de Moville, Brendan, Colomba d'Iona, Jarlath de Tuam et Carthage l'Ancien.
Quant à Enda, il mourut âgé vers 540 après une vie bien accomplie.